# Hippoboscoidea
Los hipoboscoideos (Hippoboscoidea), conocidos popularmente como moscas de caballo, moscas cojoneras,  moscas picadoras, moscas de los establos, moscas del estiércol o moscas de las palomas, son una superfamilia del orden  de los dípteros. Se hallan en regiones templadas, subtropicales y tropicales.
Los miembros de esta superfamilia son todos ectoparásitos hematófagos, frecuentemente ápteros. Los imagos están especializados para picar a vertebrados y alimentarse de su sangre, que consiguen extraer gracias a su aparato bucal de tipo cortador-chupador.
El desarrollo larval que se produce casi enteramente dentro de las hembras, algo inusual entre los insectos, la pupa se produce casi inmediatamente después de la puesta.
Sirven de vectores de varias enfermedades y son responsables de transmitirlas a los animales de los que se alimentan. 

## Lista de familias
- Glossinidae (ver Glossina)
- Hippoboscidae
- Nycteribiidae
- Streblidae